# 星空のロマン
星空のロマン（ほしぞらのろまん）はNHKBSで放送されている番組。

## 概要
2004年1月3日放送開始。ハイビジョン高感度カメラで撮影された星座の数々を紹介する。12星座はもちろん、親しみやすい星座を四季別に選び、ギリシャ神話や星座にまつわる物語を盛り込み宇宙の知識が深まる内容となっている。BS1、BSプレミアム放送開始後は午前2時～4時台の放送が中心となっている。2018年7月以降放送がなかったが2019年12月に1年ぶりに放送。

## ナレーション
- 江原正士

## その他
- NHKからDVD化もされている。

### 深夜2時～4時台に放送されるミニ番組
- ヨーロッパ空撮紀行
- 旅のアルバム　世界の工芸
- 生命の大地・地球
- ヨーロッパ　スーパー路面電車が行く
- 大いなる自然
- 自然へのいざない
- 知られざる野生
- 六大陸まちかど紀行
- 中国・ティーブレイク紀行
- 中国名園紀行